# Premier Amour (film, 1934)
Pour les articles homonymes, voir Premier Amour et Change of Heart.
Pour plus de détails, voir Fiche technique et Distribution.
Premier Amour (titre original : Change of Heart) est un film américain réalisé par John G. Blystone sorti en 1934.

## Fiche technique
- Titre : Premier Amour
- Titre original : Change of Heart
- Réalisation : John G. Blystone
- Scénario : Sonya Levien et James Gleason d'après le roman Manhattan Love Song de Kathleen Norris
- Dialogues : Samuel Hoffenstein
- Producteur : Winfield R. Sheehan
- Société de production et de distribution : Fox Film Corporation
- Musique : Louis De Francesco (non crédité)
- Photographie : Hal Mohr
- Montage : Margaret Clancey et James B. Morley (non crédités)
- Décorateur de plateau : Jack Otterson
- Costumes : Rita Kaufman
- Pays d'origine : États-Unis
- Langue : Anglais
- Format : Noir & blanc - Son : Mono (Western Electric Noiseless Recording)
- Genre : Drame sentimental
- Durée : 77 minutes
- Sortie : 
  - États-Unis : 10 mai 1934 New York
  - États-Unis : 18 mai 1934

## Distribution
- Janet Gaynor : Catherine Furness
- Charles Farrell : Chris Thring
- James Dunn : Mack McGowan
- Ginger Rogers : Madge Rountree
- Dick Foran : Nick le chanteur
- Beryl Mercer : Harriet Hawkins
- Gustav von Seyffertitz : Dr Nathan Kurtzman
- Kenneth Thomson : Howard Jackson
- Theodore von Eltz : Gerald Mockby
- Drue Leyton : Louise Mockby
- Nella Walker : Mme Frieda Mockby
- Shirley Temple : Shirley
- Barbara Barondess : Phyllis Carmichael
- Fiske O'Hara : T. P. McGowan
- Jane Darwell : Mme McGowan
- Mary Carr : Mme Rountree

Acteurs non crédités :
- Mischa Auer : Smith
- James Gleason : le vendeur de hot-dogs
- Mickey Kuhn : le bébé adopté